# Borkowo (powiat gdański)
Borkowo (1953–2002 Borkowo Łostowickie; niem. Borgfeld, kaszub. Bòrkòwò) – wieś w Polsce położona w województwie pomorskim, w powiecie gdańskim, w gminie Pruszcz Gdański przy drodze wojewódzkiej nr 222 oraz w pobliżu obwodnicy Trójmiasta S6 i Południowej obwodnicy Gdańska S7 (węzeł drogowy Gdańsk-Południe).
Wieś jest siedzibą sołectwa Borkowo, w którego skład wchodzi również miejscowość Głębokie. Miejscowość graniczy z gdańskimi osiedlami Lipce i Maćkowy.
Od 10 października 1953 do 31 grudnia 2002 wieś nazywała się Borkowo Łostowickie. W latach 1975–1998 miejscowość należała administracyjnie do województwa gdańskiego.
We wsi działa zespół szkolno-przedszkolny.
W sierpniu 2016 rozpoczęto we wsi budowę zbiornika retencyjnego B1, którego oddanie do użytku zaplanowano na 31 maja 2017. Koszt inwestycji wyniósł 5 mln zł.
W 2018 przystąpiono do przebudowy ul. Akacjowej, a w 2019 – ul. Kasztanowej. Łączny koszt inwestycji to ponad 8,4 mln zł.

## Sport
GTS Ogniwo Borkowo – klub piłkarski mający swoją siedzibę w Borkowie, utworzony w 1999. Mecze rozgrywa na boisku w miejscowości Rotmanka.